# World Baseball Softball Confederation
La World Baseball Softball Confederation (WBSC), rappresenta l'organizzazione a livello mondiale dello sport del baseball e del softball formatasi nel 2013 a seguito della storica fusione tra la International Softball Federation e la International Baseball Federation, che sono diventate in tal modo "divisions" della WBSC.

## Confederazioni aderenti
Africa
- African Baseball & Softball Association (ABSA)

Americhe
- Pan American Softball Confederation (CONPASA)
- Pan American Baseball Confederation (COPABE)
- Central American and Caribbean Softball Confederation (CONCACAS)

Asia
- Baseball Federation of Asia (BFA)
- Softball Confederation of Asia (SCA)

Europa
- Confederation of European Baseball (CEB)
- European Softball Federation (ESF)

Oceania
- Baseball Confederation of Oceania (BCO)
- Oceania Softball Confederation (OSC)

## Leghe associate
- Australia - Australian Baseball League (ABL)
- Giappone - Nippon Professional Baseball (NPB)
- Corea del Sud - Korea Baseball Organization (KBO)
- Taiwan - Chinese Professional Baseball League (CPBL)

## Manifestazioni organizzate

### Tornei WBSC Softball
- Campionato mondiale di softball femminile
- Campionato mondiale di softball maschile
- Coppa del Mondo U-19 maschile
- Coppa del Mondo U-19 femminile
- Coppa del Mondo U-16 femminile

### Tornei WBSC Baseball
- Coppa del Mondo di baseball femminile
- WBSC Premier 12
- World Baseball Classic
- Coppa del Mondo U-21
- Coppa del Mondo U-18
- Coppa del Mondo U-15
- Coppa del Mondo U-12